# Retzius
Retzius är en svensk släkt. Släkten härstammar från kyrkoherden Benedictus Nicolai Cornukindius i Odensvi av Kalmar län, född 1555, död 1610, vars söner, efter en sjö Ressen nära Odensvi prästgård, antog namnet Ressius, senare förändrat till Retzius. 
- Anna Hierta-Retzius (1841–1924), filantrop och folkbildare. Gift med Gustaf Retzius.
- Christopher Retzius Ekwall (1759–1793) prost, riksdagsman, teologie doktor.

## Släkt
- Nicolaus Benedicti Retzius (1594–1653), kyrkoherde i Tryserums församling.
  - Benedictus Retzius (1625–1707), kyrkoherde i Vånga församling.
    - Israel Retzius (1660–1717), kyrkoherde i Vånga församling.
      - Nils Retzius (1712–1757), provinsialläkare i Kristianstad.
        - Anders Jahan Retzius (1742–1821), ledamot av Vetenskapsakademin, professor i naturalhistoria och ekonomi.
          - Magnus Kristian Retzius (1795–1871), ledamot av Vetenskapsakademin, professor i anatomi.
          - Anders Retzius (1796–1860), ledamot av Vetenskapsakademin, professor i anatomi.
            - Gustaf Retzius (1842–1919), ledamot av Svenska Akademien, professor i histologi och anatomi.

          - Carl Gustaf Retzius (1798–1833), naturforskare.

        - Lorentz Christopher Retzius (1745–1818), prost, homiletisk författare.
        - Magnus Retzius (1747–1794) ledamot av Kungliga Musikaliska Akademien.

    - Johan Rosenstolpe (1668–1758), ämbetsman i Svea hovrätt.

  - Benjamin Retzius (1637–1712), kyrkoherde i Klockrike församling.
    - Nils Retzius (1670–1752), kyrkoherde i Gammalkils församling.